# 공변 세포

기공의 개폐

공변 세포(孔邊細胞, 영어: guard cell)는 가스 교환을 조절하는 데 사용되는 잎, 줄기 및 기타 기관의 표피에 있는 특수한 식물 세포이다. 공변 세포는 쌍으로 그들 사이에 기공을 형성할 수 있다. 공변 세포가 팽창할 때 기공이 열리고, 공변 세포가 이완될 때 기공은 닫힌다. 광합성은 기공을 통해 공기로부터 이산화 탄소(CO2)를 흡수하는 것에 영향을 받는다. 광합성의 부산물로 생성되는 산소(O2)는 기공을 통해 식물로부터 빠져나간다. 기공이 열리면 물의 증발에 의해 물이 소실되며, 이는 뿌리를 통해 흡수한 물로 대체된다. 식물은 공기로부터 흡수한 CO2의 양과 기공을 통한 수분 손실 사이에서 균형을 맞추어야 하며, 이는 공변 세포의 팽창에 의한 기공 크기에 의해 조절된다. 이는 공변 세포가 주변의 물을 흡수하기 때문에 가능한 것으로, 주위의 물이 많아 많은 양의 물을 흡수하게 되면 공변 세포가 부풀어 기공이 열리게 된다. 반대의 상황이라면 기공이 닫혀 물이 나가지 못하게 된다. 이러한 방식으로 공변 세포는 식물 내의 물의 양을 조절한다.

## 같이 보기
- 표피